# Magnum Deraudag
Magnum Deraudag (ur. 15 sierpnia 1989) – nauruański lekkoatleta, trójskoczek.
W 2007 roku, skacząc na odległość 11,15 m, zdobył brązowy medal podczas zawodów Tri-rigger Championships 2007 (w zawodach tych rywalizują tylko sportowcy z Nauru i Kiribati). Przed tymi zawodami pobił rekord kraju należący do Deamo Bagugi. W 2009 roku, Baguga o ponad 1 metr poprawił rekord Deraudaga.
Jego wynik jest również juniorskim rekordem kraju.

## Rekordy życiowe
- Trójskok – 11,57 m (4 kwietnia 2007, Yaren), były seniorski rekord Nauru, obecny juniorski rekord Nauru[3][1][5]